# Loís Bellaud de la Bellaudièra

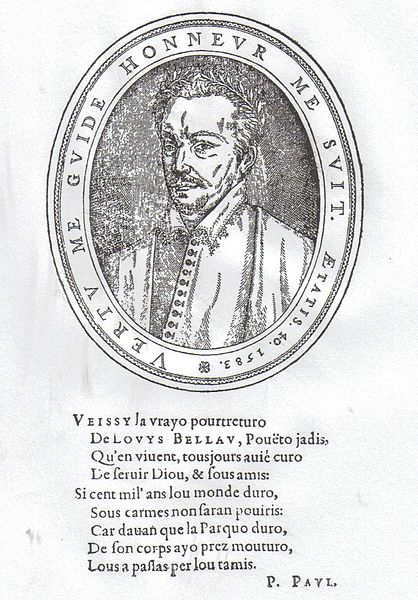

Loís Bellaud de la Bellaudièra (en francés Louis Bellaud de la Belleudiere ; Grasse, 1543 y 1588) fue un escritor provenzal de lengua occitana.
Nació en Grasse. Su padre formaba parte de la pequeña nobleza y se instaló en Aix-en-Provence donde el autor recibió su primera educación y donde conoció a Charles y a Michel de Notredame, hijos de Nostradamus. Bellaud tuvo luego que enrolarse en el ejército real para combartir a los hugonotes durante las Guerras de Religión. Durante un breve período de paz, intentó embarcarse en Burdeos para lanzarse a la mar pero la reanudación de las hostilidades entre católicos y protestantes lo obligó a volver a servir en el ejército. En 1572, luego de haber servido y camino de vuelta hacia Provenza fue arrestado por motivos que parecen bastante arbitrarios y detenido en Moulins durante 20 mese hasta que lograra que por intervención de un tío suyo en París y una orden real escrita fuera liberado. Durante ese período, Bellaud escribió su Don don infernal, una suma de poesías que recuerdan su vida su país y su gente (el "don don" hace referencia al sonido de la campana que oía durante todo el día en su celda).
De vuelta a Provenza vivió una vida disuelta que lo mandó varias veces en prisión hasta su entrada en la Corte de Henry d'Angoulême, Grand pregador de la Orden de Malta. Después de la muerte violente de su patrocinador (1586), Bellaud se fue a vivir a Marsella donde residía su tío político Pèire Pau, persona influyente aledaña Charles de Casaulx (primer cónsul durante el episodio de la Repúblice de Marsella).
Poco antes de morir, Bellaud volvió a su ciudad natal de Grasse.
Pèire Paul publicó luego la mayor parte de su obra.